# Popielatek węglolubny

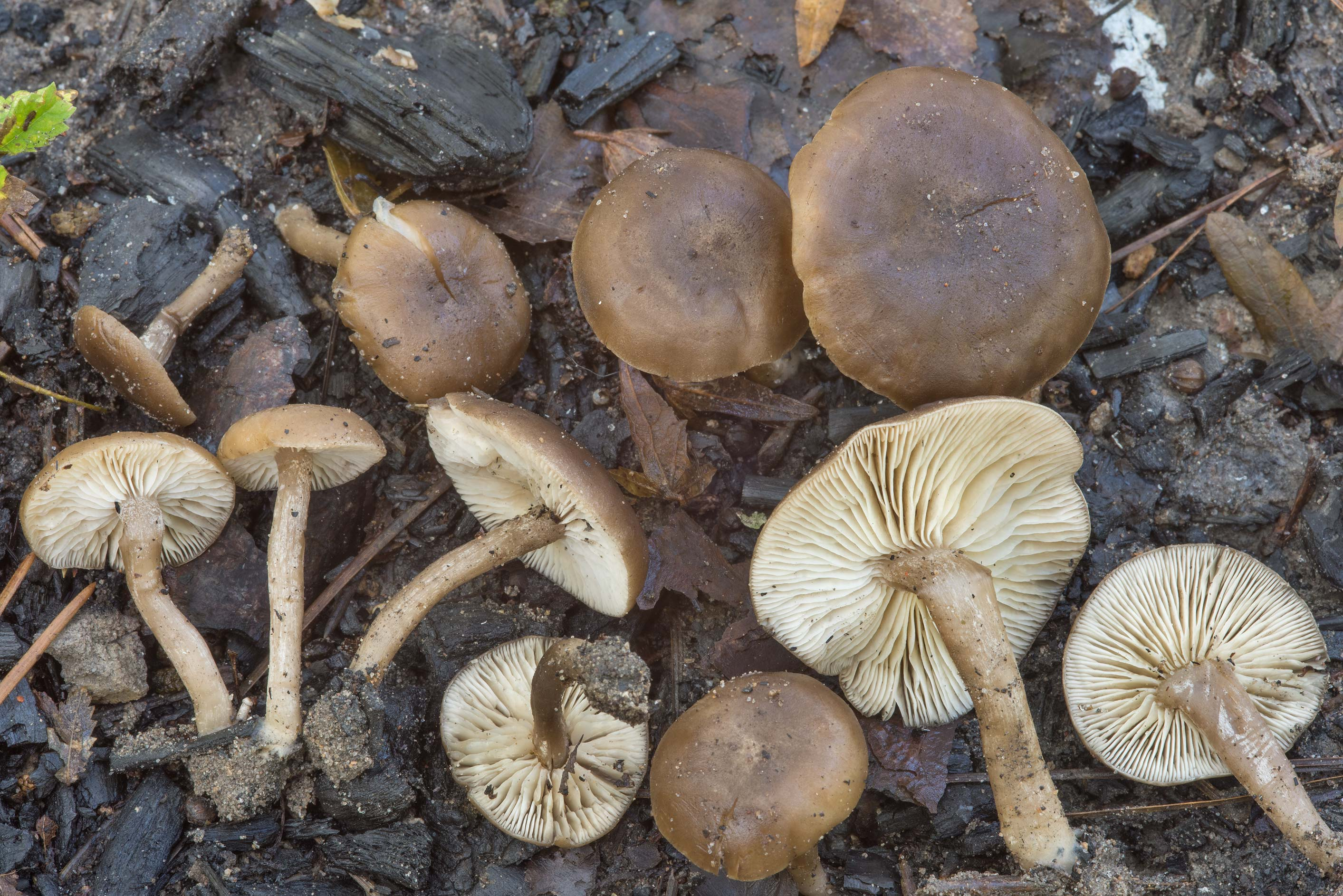

Popielatek węglolubny, kępkowiec węglolubny (Tephrocybe anthracophila (Lasch) P.D. Orton) – gatunek grzybów należący do rodziny kępkowcowatych (Lyophyllaceae).

## Systematyka i nazewnictwo
Pozycja w klasyfikacji według Index Fungorum: Tephrocybe, Lyophyllaceae, Agaricales, Agaricomycetidae, Agaricomycetes, Agaricomycotina, Basidiomycota, Fungi.
Po raz pierwszy zdiagnozował go w 1829 r. Wilhelm Gottlob Lasch nadając mu nazwę Agaricus anthracophilus. Obecną, uznaną przez Index Fungorum nazwę nadał mu Peter Darbishire Orton w 1969 r.
Synonimy nazwy naukowej:
- Agaricus anthracophilus Lasch 1829
- Collybia anthracophila (Lasch) P. Kumm. 1871
- Collybia carbonaria (Velen.) P.D. Orton 1960
- Lyophyllum anthracophilum (Lasch) M. Lange & Sivertsen 1987
- Lyophyllum atratum var. sphaerosporum Kühner & Romagn. ex M. Lange 1954
- Lyophyllum carbonarium (Velen.) M.M. Moser 1953
- Lyophyllum sphaerosporum Kühner & Romagn. 1953
- Omphalia carbonaria Velen. 1920
- Tephrocybe carbonaria (Velen.) Donk 1962

Polska nazwa popielatek dla rodzaju Tephrocybe występuje w pracy Barbary Gumińskiej i Władysława Wojewody z 1999 roku (jest tam wymieniony popielatek bagieny Tephrocybe palustris). W 2003 r. W. Wojewoda zaproponował nazwę kępkowiec węglolubny, jest ona jednak niespójna z aktualną nazwą naukową. Nazwa popielatek węglolubny występuje m.in. w atlasie grzybów Pavola Škubli.

## Morfologia
Kapelusz
O średnicy 1–2,5 cm, początkowo łukowaty, potem półkulisty. Brzeg w stanie wilgotnym żłobkowany z prześwitującymi blaszkami. Powierzchnia matowa, o barwie od ciemnoszarej do brązowej. Brzeg jaśniejszy.
Blaszki
Szeroko przyrośnięte, początkowo brudnobiałe, potem szare.
Trzon
Powierzchnia naga i lśniąca, górą oszroniona. Początkowo jest szarobrązowy, potem brązowy.
Miąższ
Cienki. Zapach i smak słaby, mączny.
Cechy mikroskopowe
Zarodniki kuliste, gładkie, o wymiarach 4,5–5,5 μm.

## Występowanie
W Polsce jest dość częsty. W literaturze naukowej podano wiele stanowisk popielatka węglolubnego. Nowsze stanowiska podaje także internetowy atlas grzybów. Popielatek węglolubny znajduje się w nim na liście gatunków zagrożonych i wartych objęcia ochroną.
Grzyb wypaleniskowy występujący w lasach na wypaleniskach, często wśród zwęglonych i niecałkowicie spalonych kawałków drewna. Owocniki na ziemi, od lipca do listopada.

## Gatunki podobne
Na wypaleniskach występują dwa podobne gatunki: popielatek garbaty (Tephrocybe ambusta) i popielatek czarniawy (Tephrocybe atrata). Pewne ich rozróżnienie możliwe jest tylko analizą mikroskopową.